# 히다리 사치코
히다리 사치코(일본어: 左 幸子, 1930년 6월 29일 ~ 2001년 11월 7일)는 일본의 배우, 영화 감독이다. 제14회 베를린 국제 영화제 은곰상 여자연기자상 수상자이다.

## 출연 작품
- 소네자키 동반자살 (1978)
- 머나먼 길 (1977)
- 군기는 똥구덩이 아래에 (1972)
- 기아 해협 (1965)